# Gran Premio motociclistico della Solidarietà 2024
Il Gran Premio motociclistico della Solidarietà 2024 è stata la ventesima ed ultima prova del motomondiale del 2024. Le vittorie nelle quattro classi sono andate a: Francesco Bagnaia nella Sprint e nella gara della MotoGP, Arón Canet in Moto2 e David Alonso in Moto3.
Grazie ad il terzo posto, sia nella Sprint che in gara, Jorge Martín si laurea Campione del Mondo della MotoGP 2024: secondo titolo, dopo il successo in Moto3 nel 2018 in Moto3, e diventa il primo Campione del Mondo nell'era della MotoGP alla guida di una moto clienti e di un team privato con Prima Pramac Racing. L'ultimo a riuscirci fu Valentino Rossi nel 2001 nella Classe 500. Con 508 nella Classifica Piloti, diventa anche il pilota ad aver ottenuto più punti in una singola stagione della MotoGP.
In Moto2, a titoli già assegnati, grazie al terzo posto in gara (nonché primo podio nella categoria) il brasiliano Diogo Moreira di Italtrans Racing si aggiudica il titolo di Rookie of the Year con 80 punti.
In Moto3, anche qui grazie al suo terzo posto, lo spagnolo Ángel Piqueras di Leopard Racing conquista il titolo di Rookie of the Year con 153 punti.

## Vigilia
Il 1º novembre 2024, la FIM comunicò l'annullamento del Gran Premio della Comunità Valenciana, ventesimo ed ultimo appuntamento della stagione 2024, a seguito delle devastanti inondazioni (Gota fría) che hanno colpito la città di Valencia e la Comunità Valenciana il 29 ottobre precedente, causando centinaia di morti ed oltre centoventimila sfollati, con gravi danni anche al Circuito di Valencia, teatro del weekend di gara.
Il 5 novembre successivo, viene annunciato il Circuito di Barcellona-Catalogna come sostitutivo ed ospite dell'ultimo appuntamento della stagione, con Motul come Title sponsor del Gran Premio, chiamato della "Solidarietà" in segno di vicinanza alle zona colpite dall'alluvione.
Durante il weekend di gara sono state svolte molte aste dove, in primis, i piloti hanno messo all'asta molte delle loro attrezzature sportive, oltre ad aver aperto una raccolta fondi.

## Prove e Qualifiche

### Moto3
Prende parte al weekend Marcos Uriarte con CFMoto Aspar Team, in sostituzione dell'infortunato Joel Esteban; corre come wildcard Alvaro Carpe, con Red Bull KTM Ajo, in vista della prossima stagione.
Nell'unica sessione di prove libere del venerdì, il pilota più veloce in pista è lo spagnolo Ángel Piqueras del team Leopard Racing con il miglior tempo in 1'47"281. Nelle due sessioni di Pre-Qualifiche, è invece il connazionale Iván Ortolá a siglare il miglior tempo nella combinata in 1'46"364.
Nell'ultima qualifica della stagione, la Pole va per la settima volta in stagionale al già campione del Mondo David Alonso in 1'45"905, davanti all'olandese Collin Veijer ed Iván Ortolá, staccati di tre decimi; ecco i risultati dei primi cinque classificati:
| Pos | Nº | Pilota         | Team                           | Tempo    |
| --- | -- | -------------- | ------------------------------ | -------- |
| 1   | 80 | David Alonso   | CFMoto Valresa Aspar Team      | 1'45.905 |
| 2   | 95 | Collin Veijer  | Liqui Moly Husqvarna Intact GP | 1'46.252 |
| 3   | 48 | Iván Ortolá    | MT Helmets - MSi               | 1'46.276 |
| 4   | 31 | Ángel Piqueras | Leopard Racing                 | 1'46.473 |
| 5   | 96 | Daniel Holgado | Red Bull GASGAS Tech3          | 1'46.550 |

### Moto2
In Moto2, non prendono parte al weekend la coppia di piloti formata da Jeremy Alcoba ed Ayumu Sasaki di Yamaha VR46 Master Camp Team, venendo sostituiti da Stefano Manzi ed Andrea Migno, con quest'ultimo al debutto nella categoria. Corrono come wildcard: Simone Corsi con Forward Racing e Roberto García con Fantic Racing.
Nella sessione di prove libere il più veloce in pista è Arón Canet in 1'42"998. Nelle due sessioni di Pre-Qualifiche, lo spagnolo numero 44 di Fantic Racing si conferma il pilota più veloce in pista facendo segnare il miglior tempo in 1'42"262.
In qualifica, Arón Canet è infermabile conquistando la sesta Pole stagionale in 1'42"003, davanti al connazionale Manuel González e Zonta van den Goorbergh in terza posizione; ecco i risultati dei primi cinque classificati:
| Pos | Nº | Pilota                  | Team                    | Tempo    |
| --- | -- | ----------------------- | ----------------------- | -------- |
| 1   | 44 | Arón Canet              | Fantic Racing           | 1'42.003 |
| 2   | 18 | Manuel González         | Gresini Racing Moto2    | 1'42.149 |
| 3   | 84 | Zonta van den Goorbergh | RW-Idrofoglia Racing GP | 1'42.215 |
| 4   | 96 | Jake Dixon              | CFMoto Inde Aspar Team  | 1'42.235 |
| 5   | 79 | Ai Ogura                | MT Helmets - MSi        | 1'42.370 |

### MotoGP
Michele Pirro sostituisce l'infortunato Fabio Di Giannantonio in VR46 Racing.
Il collaudatore di HRC Honda Stefan Bradl disputa la sua sesta wild-card stagionale. Si tratta inoltre della sua ultima gara in carriera, poiché dalla prossima stagione si dedicherà solo al ruolo di collaudatore.
Nella prima sessione di prove libere è Takaaki Nakagami, sorprendente al suo ultimo Gran Premio in MotoGP, il pilota più veloce in pista sfruttando nel finale le gomme nuove: chiude il suo giro in 1'40"501. Nella sessione di Pre-qualifica, è Francesco Bagnaia in cerca di un'impresa ad essere pilota più veloce in pista facendo segnare il miglior tempo in 1'38"918. Nella seconda sessione di prove libere, Maverick Viñales segna il miglior tempo in 1'40"208.
Nel Q1 riescono passano il turno Franco Morbidelli e Fabio Quartararo. Nella Q2, Francesco Bagnaia conquista l'ultima Pole stagionale, la terza consecutiva e la sesta nel 2024, con il miglior tempo in 1'38"641, davanti ad Aleix Espargaró, anche lui al suo ultimo weekend, e in terza posizione c'è Marc Márquez. Di seguito i risultati delle qualifiche:
| Pos. | Nº | Pilota            | Team                         | Tempo     | Tempo    |
| Pos. | Nº | Pilota            | Team                         | Q1        | Q2       |
| ---- | -- | ----------------- | ---------------------------- | --------- | -------- |
| 1    | 1  | Francesco Bagnaia | Ducati Lenovo Team           | Già in Q2 | 1'38.641 |
| 2    | 41 | Aleix Espargaró   | Aprilia Racing               | Già in Q2 | 1'38.696 |
| 3    | 93 | Marc Márquez      | Gresini Racing               | Già in Q2 | 1'38.798 |
| 4    | 89 | Jorge Martín      | Prima Pramac Racing          | Già in Q2 | 1'38.849 |
| 5    | 21 | Franco Morbidelli | Prima Pramac Racing          | 1'39.145  | 1'38.886 |
| 6    | 31 | Pedro Acosta      | Red Bull GASGAS Tech3        | Già in Q2 | 1'38.949 |
| 7    | 12 | Maverick Viñales  | Aprilia Racing               | Già in Q2 | 1'38.982 |
| 8    | 23 | Enea Bastianini   | Ducati Lenovo Team           | Già in Q2 | 1'39.078 |
| 9    | 72 | Marco Bezzecchi   | Pertamina Enduro VR46 Racing | Già in Q2 | 1'39.121 |
| 10   | 20 | Fabio Quartararo  | Monster Energy Yamaha        | 1'39.404  | 1'39.209 |
| 11   | 73 | Álex Márquez      | Gresini Racing               | Già in Q2 | 1'39.252 |
| 12   | 5  | Johann Zarco      | Castrol Honda LCR            | Già in Q2 | 1'39.494 |
| 13   | 36 | Joan Mir          | Repsol Honda                 | 1'39.432  |          |
| 14   | 88 | Miguel Oliveira   | Trackhouse Racing            | 1'39.487  |          |
| 15   | 42 | Álex Rins         | Monster Energy Yamaha        | 1'39.559  |          |
| 16   | 10 | Luca Marini       | Repsol Honda                 | 1'39.619  |          |
| 17   | 25 | Raúl Fernández    | Trackhouse Racing            | 1'39.645  |          |
| 18   | 33 | Brad Binder       | Red Bull KTM Factory Racing  | 1'39.678  |          |
| 19   | 43 | Jack Miller       | Red Bull KTM Factory Racing  | 1'39.749  |          |
| 20   | 30 | Takaaki Nakagami  | Idemitsu Honda LCR           | 1'39.793  |          |
| 21   | 37 | Augusto Fernández | Red Bull GASGAS Tech3        | 1'40.166  |          |
| 22   | 51 | Michele Pirro     | Pertamina Enduro VR46 Racing | 1'40.252  |          |
| 23   | 6  | Stefan Bradl      | HRC Test Team                | 1'40.423  |          |

## Gare

### MotoGP

#### Sprint
Francesco Bagnaia domina la Sprint e rinvia alla gara della domenica la sfida Mondiale, grazie anche al secondo posto del compagno di squadra Enea Bastianini che fa anche da scudiero su Jorge Martín che chiude in terza posizione. Nel suo ultimo weekend, chiude in quarta posizione Aleix Espargaró che precede di poco la Gresini di Álex Márquez, quinto. Staccato di poco più di tre secondi, troviamo in sesta posizione Franco Morbidelli davanti al trio composto da Marc Márquez settimo, ottava posizione per Marco Bezzecchi e chiude la zona punti in nona posizione Brad Binder. Di seguito i risultati della gara Sprint:

##### Arrivati al traguardo
| Pos. | Nº | Pilota            | Squadra                      | Motocicletta       | Giri | Tempo     | Griglia | Punti |
| ---- | -- | ----------------- | ---------------------------- | ------------------ | ---- | --------- | ------- | ----- |
| 1º   | 1  | Francesco Bagnaia | Ducati Lenovo Team           | Ducati Desmosedici | 12   | 20'03"173 | 1º      | 12    |
| 2º   | 23 | Enea Bastianini   | Ducati Lenovo Team           | Ducati Desmosedici | 12   | +0.942    | 8º      | 9     |
| 3º   | 89 | Jorge Martín      | Prima Pramac Racing          | Ducati Desmosedici | 12   | +1.270    | 4º      | 7     |
| 4º   | 41 | Aleix Espargaró   | Aprilia Racing               | Aprilia RS-GP      | 12   | +1.857    | 2º      | 6     |
| 5º   | 73 | Álex Márquez      | Gresini Racing               | Ducati Desmosedici | 12   | +1.942    | 11º     | 5     |
| 6º   | 21 | Franco Morbidelli | Prima Pramac Racing          | Ducati Desmosedici | 12   | +5.263    | 5º      | 4     |
| 7º   | 93 | Marc Márquez      | Gresini Racing               | Ducati Desmosedici | 12   | +5.303    | 3º      | 3     |
| 8º   | 72 | Marco Bezzecchi   | Pertamina Enduro VR46 Racing | Ducati Desmosedici | 12   | +5.507    | 9º      | 2     |
| 9º   | 33 | Brad Binder       | Red Bull KTM Factory Racing  | KTM RC16           | 12   | +5.573    | 18º     | 1     |
| 10º  | 20 | Fabio Quartararo  | Monster Energy Yamaha        | Yamaha YZR-M1      | 12   | +5.937    | 10º     |       |
| 11º  | 5  | Johann Zarco      | Castrol Honda LCR            | Honda RC213V       | 12   | +7.413    | 12º     |       |
| 12º  | 12 | Maverick Viñales  | Aprilia Racing               | Aprilia RS-GP      | 12   | +8.344    | 7º      |       |
| 13º  | 36 | Joan Mir          | Repsol Honda                 | Honda RC213V       | 12   | +9.387    | 13º     |       |
| 14º  | 25 | Raúl Fernández    | Trackhouse Racing            | Aprilia RS-GP      | 12   | +9.652    | 17º     |       |
| 15º  | 10 | Luca Marini       | Repsol Honda                 | Honda RC213V       | 12   | +11.838   | 16º     |       |
| 16º  | 42 | Álex Rins         | Monster Energy Yamaha        | Yamaha YZR-M1      | 12   | +13.217   | 15º     |       |
| 17º  | 30 | Takaaki Nakagami  | LCR Honda Idemitsu           | Honda RC213V       | 12   | +17.017   | 20º     |       |
| 18º  | 88 | Miguel Oliveira   | Trackhouse Racing            | Aprilia RS-GP      | 12   | +17.746   | 14º     |       |
| 19º  | 43 | Jack Miller       | Red Bull KTM Factory Racing  | KTM RC16           | 12   | +18.533   | 19º     |       |
| 20º  | 37 | Augusto Fernández | Red Bull GASGAS Tech3        | KTM RC16           | 12   | +20.153   | 21º     |       |
| 21º  | 51 | Michele Pirro     | Pertamina Enduro VR46 Racing | Ducati Desmosedici | 12   | +20.547   | 22º     |       |
| 22º  | 6  | Stefan Bradl      | HRC Test Team                | Honda RC213V       | 12   | +24.604   | 23º     |       |

##### Ritirati
| Nº | Pilota       | Squadra               | Motocicletta | Giri | Griglia |
| -- | ------------ | --------------------- | ------------ | ---- | ------- |
| 31 | Pedro Acosta | Red Bull GASGAS Tech3 | KTM RC16     | 1    | 6º      |

#### Gara
Francesco Bagnaia domina anche la gara della domenica davanti a Marc Márquez, che chiude così terzo nella Classifica Piloti, ma la gioia è tutta per Jorge Martín che grazie al suo terzo posto diventa per la prima volta Campione del Mondo della MotoGP, e per la seconda volta nel Motomondiale. Quarto ai piedi del podio si trova Álex Márquez tallonato dall'Aprilia di Aleix Espargaró in quinta posizione, che conclude così la sua carriera in MotoGP salvo sporadiche apparizioni future. Sesta posizione per Brad Binder che riesce così a conquistare la quinta posizione in campionato, mentre chiude settimo Enea Bastianini. Ottava posizione per Franco Morbidelli, anche lui ai saluto con Pramac Racing. Nono Marco Bezzecchi all'ultima gara con la sua squadra, così come per Pedro Acosta dietro di lui, decimo, mentre undicesimo chiude Fabio Quartararo. Dodicesima posizione, e chiude così la sua avventura con Trackhouse Racing, per Miguel Oliveira tornato all'ultima gara dopo uno stop forzato nei cinque precedenti appuntamenti. Tredicesimo Jack Miller che saluta KTM Factory Racing. Quattordicesima posizione per Johann Zarco davanti a Maverick Viñales. Di seguito i risultati della gara:

##### Arrivati al traguardo
| Pos. | Nº | Pilota            | Squadra                      | Motocicletta       | Giri | Tempo     | Griglia | Punti |
| ---- | -- | ----------------- | ---------------------------- | ------------------ | ---- | --------- | ------- | ----- |
| 1º   | 1  | Francesco Bagnaia | Ducati Lenovo                | Ducati Desmosedici | 24   | 40'24"740 | 1º      | 25    |
| 2º   | 93 | Marc Márquez      | Gresini Racing               | Ducati Desmosedici | 24   | +1.474    | 3º      | 20    |
| 3º   | 89 | Jorge Martín      | Prima Pramac Racing          | Ducati Desmosedici | 24   | +3.810    | 4º      | 16    |
| 4º   | 73 | Álex Márquez      | Gresini Racing               | Ducati Desmosedici | 24   | +5.322    | 11º     | 13    |
| 5º   | 41 | Aleix Espargaró   | Aprilia Racing               | Aprilia RS-GP      | 24   | +5.753    | 2º      | 11    |
| 6º   | 33 | Brad Binder       | Red Bull KTM Factory Racing  | KTM RC16           | 24   | +7.081    | 18º     | 10    |
| 7º   | 23 | Enea Bastianini   | Ducati Lenovo                | Ducati Desmosedici | 24   | +7.393    | 8º      | 9     |
| 8º   | 21 | Franco Morbidelli | Prima Pramac Racing          | Ducati Desmosedici | 24   | +8.709    | 5º      | 8     |
| 9º   | 72 | Marco Bezzecchi   | Pertamina Enduro VR46 Racing | Ducati Desmosedici | 24   | +10.484   | 9º      | 7     |
| 10º  | 31 | Pedro Acosta      | Red Bull GASGAS Tech3        | KTM RC16           | 24   | +10.618   | 6º      | 6     |
| 11º  | 20 | Fabio Quartararo  | Monster Energy Yamaha        | Yamaha YZR-M1      | 24   | +10.756   | 10º     | 5     |
| 12º  | 88 | Miguel Oliveira   | Trackhouse Racing            | Aprilia RS-GP      | 24   | +13.464   | 14º     | 4     |
| 13º  | 43 | Jack Miller       | Red Bull KTM Factory Racing  | KTM RC16           | 24   | +14.560   | 19º     | 3     |
| 14º  | 5  | Johann Zarco      | Castrol Honda LCR            | Honda RC213V       | 24   | +19.469   | 12º     | 2     |
| 15º  | 12 | Maverick Viñales  | Aprilia Racing               | Aprilia RS-GP      | 24   | +22.195   | 7º      | 1     |
| 16º  | 10 | Luca Marini       | Repsol Honda                 | Honda RC213V       | 24   | +23.890   | 16º     |       |
| 17º  | 30 | Takaaki Nakagami  | Idemitsu Honda LCR           | Honda RC213V       | 24   | +23.960   | 20º     |       |
| 18º  | 25 | Raúl Fernández    | Trackhouse Racing            | Aprilia RS-GP      | 24   | +29.001   | 17º     |       |
| 19º  | 37 | Augusto Fernández | Red Bull GASGAS Tech3        | KTM RC16           | 24   | +29.145   | 21º     |       |
| 20º  | 51 | Michele Pirro     | Pertamina Enduro VR46 Racing | Ducati Desmosedici | 24   | +37.295   | 22º     |       |
| 21º  | 42 | Álex Rins         | Monster Energy Yamaha        | Yamaha YZR-M1      | 24   | +39.138   | 15º     |       |
| 22º  | 6  | Stefan Bradl      | HRC Test Team                | Honda RC213V       | 24   | +47.654   | 22º     |       |

##### Ritirati
| Nº | Pilota   | Squadra      | Motocicletta | Giri | Griglia |
| -- | -------- | ------------ | ------------ | ---- | ------- |
| 36 | Joan Mir | Repsol Honda | Honda RC213V | 6    | 13º     |

### Moto2
Arón Canet vince la sua quarta gara stagionale per soli 91 millesimi davanti a Manuel González che, grazie a questo risultato, riesce a chiudere in terza posizione in Classifica Piloti. Terza posizione Diogo Moreira che conclude al meglio la sua stagione con il primo podio in categoria, mentre subito dietro il Campione del Mondo Ai Ogura è quarto. Quinta posizione per Filip Salač che precede Sergio García in sesta posizione. Settimo Izan Guevara davanti al duo della Speed Up con Alonso López davanti a Fermín Aldeguer. Decima posizione nella sua ultima gara prima del salto nella classe regina per Somkiat Chantra. Undicesimo Marcos Ramírez seguito da Senna Agius. Tredicesimo ed unico italiano a punti è Tony Arbolino davanti a Jaume Masiá e Darryn Binder. Di seguito i risultati della gara:

#### Arrivati al traguardo
| Pos | Nº | Pilota          | Squadra                        | Motocicletta | Giri | Tempo     | Griglia | Punti |
| --- | -- | --------------- | ------------------------------ | ------------ | ---- | --------- | ------- | ----- |
| 1°  | 44 | Arón Canet      | Fantic Racing                  | Kalex        | 21   | 36'29"282 | 1º      | 25    |
| 2°  | 18 | Manuel González | Gresini Moto2                  | Kalex        | 21   | +0.091    | 2º      | 20    |
| 3°  | 10 | Diogo Moreira   | Italtrans Racing Team          | Kalex        | 21   | +1.124    | 6º      | 16    |
| 4°  | 79 | Ai Ogura        | MT Helmets - MSi               | B-24         | 21   | +1.167    | 5º      | 13    |
| 5°  | 12 | Filip Salač     | Elf Marc VDS Racing Team       | Kalex        | 21   | +3.450    | 7º      | 11    |
| 6°  | 3  | Sergio García   | MT Helmets - MSi               | B-24         | 21   | +4.705    | 14º     | 10    |
| 7°  | 28 | Izan Guevara    | CFMoto RCB Aspar Team          | Kalex        | 21   | +5.647    | 23º     | 9     |
| 8°  | 21 | Alonso López    | Sync Speed Up                  | B-24         | 21   | +7.610    | 13º     | 8     |
| 9°  | 54 | Fermín Aldeguer | Sync Speed Up                  | B-24         | 21   | +7.660    | 18º     | 7     |
| 10° | 35 | Somkiat Chantra | Idemitsu Honda Team Asia       | Kalex        | 21   | +10.545   | 19º     | 6     |
| 11° | 24 | Marcos Ramírez  | OnlyFans American Racing Team  | Kalex        | 21   | +14.220   | 11º     | 5     |
| 12° | 81 | Senna Agius     | Liqui Moly Husqvarna Intact GP | Kalex        | 21   | +14.733   | 10º     | 4     |
| 13° | 14 | Tony Arbolino   | Elf Marc VDS Racing Team       | Kalex        | 21   | +16.204   | 15º     | 3     |
| 14° | 5  | Jaume Masiá     | Preicanos Racing Team          | Kalex        | 21   | +16.397   | 16º     | 2     |
| 15° | 15 | Darryn Binder   | Liqui Moly Husqvarna Intact GP | Kalex        | 21   | +16.476   | 22º     | 1     |
| 16° | 34 | Mario Aji       | Idemitsu Honda Team Asia       | Kalex        | 21   | +16.553   | 21º     |       |
| 17° | 7  | Barry Baltus    | RW-Idrofoglia Racing GP        | Kalex        | 21   | +22.363   | 12º     |       |
| 18° | 17 | Daniel Muñoz    | Preicanos Racing Team          | Kalex        | 21   | +25.443   | 25º     |       |
| 19° | 11 | Álex Escrig     | Klint Forward Factory Team     | Forward      | 21   | +25.903   | 28º     |       |
| 20° | 62 | Stefano Manzi   | Yamaha VR46 Master Camp Team   | Kalex        | 21   | +27.133   | 24º     |       |
| 21° | 51 | Deniz Öncü      | Red Bull KTM Ajo               | Kalex        | 21   | +29.727   | 20º     |       |
| 22° | 20 | Xavier Cardelús | Fantic Racing                  | Kalex        | 21   | +35.400   | 27º     |       |
| 23° | 43 | Xavier Artigas  | Klint Forward Factory Team     | Forward      | 21   | +39.874   | 31º     |       |
| 24° | 71 | Dennis Foggia   | Italtrans Racing Team          | Kalex        | 21   | +43.833   | 30º     |       |
| 25° | 6  | Andrea Migno    | Yamaha VR46 Master Camp Team   | Kalex        | 21   | +44.005   | 32º     |       |
| 26° | 4  | Simone Corsi    | Klint Forward Factory Team     | Forward      | 21   | +46.578   | 29º     |       |

#### Ritirati
| Nº | Pilota                  | Squadra                       | Motocicletta | Giri | Griglia |
| -- | ----------------------- | ----------------------------- | ------------ | ---- | ------- |
| 84 | Zonta van den Goorbergh | RW-Idrofoglia Racing GP       | Kalex        | 1    | 3º      |
| 13 | Celestino Vietti        | Red Bull KTM Ajo              | Kalex        | 1    | 8º      |
| 96 | Jake Dixon              | CFMoto RCB Aspar Team         | Kalex        | 0    | 4º      |
| 9  | Jorge Navarro           | OnlyFans American Racing Team | Kalex        | 0    | 9º      |
| 31 | Roberto García          | Fantic Racing                 | Kalex        | 0    | 26º     |

#### Squalificati
| Nº | Pilota        | Squadra       | Motocicletta | Griglia |
| -- | ------------- | ------------- | ------------ | ------- |
| 75 | Albert Arenas | Gresini Moto2 | Kalex        | 17º     |

### Moto3
David Alonso fa sette nelle ultime sette ed ottiene la quattordicesima vittoria su venti gare, davanti a Daniel Holgado, che conquista così la seconda posizione nella classifica iridata. Terza posizione e quarto podio in carriera per Ángel Piqueras che chiude la sua prima stagione nel mondiale all'ottavo posto. Quarto José Antonio Rueda, davanti a Ryūsei Yamanaka che chiude quinto grazie alla penalità a termine della gara di David Muñoz e Taiyō Furusato. Ottava posizione per Jacob Roulstone che chiude davanti ad Iván Ortolá e Collin Veijer. Undicesima posizione per Adrián Fernández che chiude terzo al traguardo ma viene penalizzato di tre secondi. Dodicesimo Joel Kelso, seguono poi più staccati Tatsuki Suzuki e David Almansa davanti al compagno di squadra Matteo Bertelle, unico italiano a punti. Di seguito i risultati della gara:

#### Arrivati al traguardo
| Pos | Nº | Pilota               | Squadra                        | Motocicletta  | Giri | Tempo     | Griglia | Punti |
| --- | -- | -------------------- | ------------------------------ | ------------- | ---- | --------- | ------- | ----- |
| 1°  | 80 | David Alonso         | CFMoto Valresa Aspar Team      | CFMoto        | 18   | 32'27"723 | 1º      | 25    |
| 2°  | 96 | Daniel Holgado       | Red Bull GASGAS Tech3          | KTM RC 250 GP | 18   | +0.147    | 5º      | 20    |
| 3°  | 36 | Ángel Piqueras       | Leopard Racing                 | Honda NSF250R | 18   | +1.210    | 4º      | 16    |
| 4°  | 99 | José Antonio Rueda   | Red Bull KTM Ajo               | KTM RC 250 GP | 18   | +1.352    | 17º     | 13    |
| 5°  | 6  | Ryūsei Yamanaka      | MT Helmets - MSi               | KTM RC 250 GP | 18   | +1.658    | 15º     | 11    |
| 6°  | 64 | David Muñoz          | BOE Motorsports                | KTM RC 250 GP | 18   | +1.558    | 12º     | 10    |
| 7°  | 72 | Taiyō Furusato       | Honda Team Asia                | Honda NSF250R | 18   | +1.753    | 8º      | 9     |
| 8°  | 12 | Jacob Roulstone      | Red Bull GASGAS Tech3          | KTM RC 250 GP | 18   | +2.025    | 9º      | 8     |
| 9°  | 48 | Iván Ortolá          | MT Helmets - MSi               | KTM RC 250 GP | 18   | +2.093    | 3º      | 7     |
| 10° | 95 | Collin Veijer        | Liqui Moly Husqvarna Intact GP | Husqvarna     | 18   | +2.713    | 2º      | 6     |
| 11° | 31 | Adrián Fernández     | Leopard Racing                 | Honda NSF250R | 18   | +3.418    | 7º      | 5     |
| 12° | 66 | Joel Kelso           | BOE Motorsports                | KTM RC 250 GP | 18   | +4.698    | 14º     | 4     |
| 13° | 24 | Tatsuki Suzuki       | Liqui Moly Husqvarna Intact GP | Husqvarna     | 18   | +10.823   | 10º     | 3     |
| 14° | 22 | David Almansa        | Kopron Rivacold Snipers Team   | Honda NSF250R | 18   | +10.939   | 13º     | 2     |
| 15° | 18 | Matteo Bertelle      | Kopron Rivacold Snipers Team   | Honda NSF250R | 18   | +10.957   | 18º     | 1     |
| 16° | 10 | Nicola Fabio Carraro | LevelUp - MTA                  | KTM RC 250 GP | 18   | +10.970   | 22º     |       |
| 17° | 19 | Scott Ogden          | FleetSafe Honda - MLav Racing  | Honda NSF250R | 18   | +11.057   | 16º     |       |
| 18° | 58 | Luca Lunetta         | SIC58 Squadra Corse            | Honda NSF250R | 18   | +12.962   | 6º      |       |
| 19° | 87 | Álvaro Carpe         | Red Bull KTM Ajo               | KTM RC 250 GP | 18   | +13.437   | 19º     |       |
| 20° | 7  | Filippo Farioli      | SIC58 Squadra Corse            | Honda NSF250R | 18   | +13.559   | 20º     |       |
| 21° | 8  | Eddie O'Shea         | FleetSafe Honda - MLav Racing  | Honda NSF250R | 18   | +14.219   | 25º     |       |
| 22° | 85 | Xabi Zurutuza        | Red Bull KTM Ajo               | KTM RC 250 GP | 18   | +16.645   | 24º     |       |
| 23° | 55 | Noah Dettwiler       | CIP Green Power                | KTM RC 250 GP | 18   | +36.537   | 27º     |       |
| 24° | 5  | Tatchakorn Buasri    | Honda Team Asia                | Honda NSF250R | 18   | +37.067   | 26º     |       |
| 25° | 89 | Marcos Uriarte       | CFMoto Valresa Aspar Team      | CFMoto        | 18   | +38.187   | 21º     |       |

#### Ritirati
| Nº | Pilota         | Squadra         | Motocicletta  | Giri | Griglia |
| -- | -------------- | --------------- | ------------- | ---- | ------- |
| 54 | Riccardo Rossi | CIP Green Power | KTM RC 250 GP | 10   | 23º     |
| 82 | Stefano Nepa   | LevelUp - MTA   | KTM RC 250 GP | 8    | 11º     |